# Lampetra richardsoni
Lampetra richardsoni är en ryggsträngsdjursart som beskrevs av Vadim Dmitrij Vladykov och Follett 1965. Lampetra richardsoni ingår i släktet Lampetra och familjen nejonögon. Inga underarter finns listade i Catalogue of Life.